# لنگریز
لنگریز، روستایی از توابع بخش کلاترزان شهرستان سنندج در استان کردستان ایران است.

## موقعیت
لنگریز. [به کردی لەنگەرێز و بە فارسی لَنگَرِز] روستایی از دهستان نگل و بخش کلاترزان شهرستان سنندج می‌باشد. این روستا در ۷۲ کیلومتری شهر سنندج می‌باشد. کنار رودخانه سیروان و با آب و هوای کوهستانی و گرمسیری. دارای ۷۱ خانوار و حدود ۳۰۰ نفر جمعیت. محصولات این روستا شامل توت فرنگی، هلو، گیلاس، گردو وانگور ولبنیات و محصولات دیمی چون گندم، جو و ... می‌باشد. شغل اهالی کشاورزی و گله داری و ... است.

## جمعیت
این روستا در دهستان نگل قرار دارد و براساس سرشماری مرکز آمار ایران در سال ۱۳۸۵، جمعیت آن ۲۴۳ نفر (۷۱خانوار) بوده‌است.